# Globba brachyanthera
Globba brachyanthera är en enhjärtbladig växtart som beskrevs av Karl Moritz Schumann. Globba brachyanthera ingår i släktet Globba och familjen Zingiberaceae.

## Underarter
Arten delas in i följande underarter:
- G. b. hirsuta
- G. b. rubra
- G. b. brachyanthera